# Liste der Naturdenkmale in Rochlitz
Die Liste der Naturdenkmale in Rochlitz nennt die Naturdenkmale in Rochlitz im sächsischen Landkreis Mittelsachsen.

## Definition
„Naturdenkmäler sind rechtsverbindlich festgesetzte Einzelschöpfungen der Natur oder entsprechende Flächen bis zu fünf Hektar, deren besonderer Schutz erforderlich ist
1. aus wissenschaftlichen, naturgeschichtlichen oder landeskundlichen Gründen oder
2. wegen ihrer Seltenheit, Eigenart oder Schönheit.“

„§ 18 – Naturdenkmäler – (zu § 28 BNatSchG)
(1) Die Erklärung nach § 22 Abs. 1 BNatSchG von Teilen von Natur und Landschaft als Naturdenkmal erfolgt durch Rechtsverordnung oder Einzelanordnung.
(2) Über § 28 Abs. 1 BNatSchG hinaus können Naturdenkmäler zur Sicherung von Lebensgemeinschaften oder Lebensstätten von im Bestand gefährdeten oder streng geschützten Arten festgesetzt werden.“

## Naturdenkmale
Link zu einem Kartenansichtstool, um Koordinaten zu setzen.
| Bild                          | Bezeichnung                                | Lage                                       | Beschreibung                  | Datum              | Nummer  |
| ----------------------------- | ------------------------------------------ | ------------------------------------------ | ----------------------------- | ------------------ | ------- |
| mehr Fotos \| Fotos hochladen | Hänge-Esche in Noßwitz                     | Noßwitz (51° 2′ 32,1″ N, 12° 45′ 52,9″ O)  | Hänge-Esche – Fraxinus        | 28. September 2012 | ND 071  |
| mehr Fotos \| Fotos hochladen | Pappel bei Rochlitz                        | Rochlitz (51° 2′ 57,6″ N, 12° 48′ 44,4″ O) | Pappel – Populus              | 28. September 2012 | ND 101  |
| mehr Fotos \| Fotos hochladen | Weide in Rochlitz                          | Rochlitz (51° 3′ 6,8″ N, 12° 48′ 3,1″ O)   | Weide – Salix                 | 28. September 2012 | ND 109  |
| mehr Fotos \| Fotos hochladen | Ginkgo in Rochlitz                         | Rochlitz (51° 2′ 54,9″ N, 12° 47′ 54,6″ O) | Ginkgo biloba                 | 28. September 2012 | ND 111  |
| mehr Fotos \| Fotos hochladen | Schwarzerle in Rochlitz                    | Rochlitz (51° 2′ 54,7″ N, 12° 47′ 55,1″ O) | Schwarzerle – Alnus glutinosa | 28. September 2012 | ND 112  |
| BW                            | Buchenhain Rochlitzer Berg                 | Rochlitz (51° 1′ 55,9″ N, 12° 46′ 46,7″ O) | FND                           | 3.06.1994          | fg: 109 |
| mehr Fotos \| Fotos hochladen | Mühlsteinbruch Rochlitzer Berg             | Rochlitz (51° 1′ 3,7″ N, 12° 45′ 44,4″ O)  | FND                           | 3.06.1994          | fg: 110 |
| mehr Fotos \| Fotos hochladen | Porphyrbruch Meeresauge Rochlitzer Berg    | Rochlitz (51° 1′ 10,5″ N, 12° 45′ 41,3″ O) | FND                           | 3.06.1994          | fg: 111 |
| mehr Fotos \| Fotos hochladen | Trockenhang in Köttwitzschtal              | Rochlitz (51° 3′ 17,2″ N, 12° 46′ 5,3″ O)  | FND                           | 3.05.1995          | fg: 128 |
| mehr Fotos \| Fotos hochladen | Teich und Streuobstwiese im Köttwitzschtal | Rochlitz (51° 3′ 15,5″ N, 12° 46′ 50,6″ O) | FND                           | 3.05.1995          | fg: 129 |
| mehr Fotos \| Fotos hochladen | Steinbruch im Köttwitzschtal               | Rochlitz (51° 3′ 9,9″ N, 12° 46′ 25,7″ O)  | FND                           | 3.05.1995          | fg: 130 |
| mehr Fotos \| Fotos hochladen | Feuchtgebiet am Fuße des Rochlitzer Berges | Rochlitz (51° 2′ 26,5″ N, 12° 47′ 15,5″ O) | FND                           | 3.05.1995          | fg: 131 |

## Ehemalige Naturdenkmale
Link zu einem Kartenansichtstool, um Koordinaten zu setzen.
| Bild | Bezeichnung      | Lage                                     | Beschreibung | Datum              | Nummer |
| ---- | ---------------- | ---------------------------------------- | --- | ------------------ | ------ |
| BW   | Ulme in Rochlitz | Rochlitz (51° 2′ 55,8″ N, 12° 47′ 53″ O) | Ulme – Ulmus Der Baum ist durch die ungünstigen Standortbedingungen schwer geschädigt und wird aus Gründen der Verkehrssicherheit gefällt werden. Der Schutzstatus wurde per Verordnung vom 1. März 2019 aufgehoben | 28. September 2012 | ND 110 |